# چستیمنسکو
چستیمنسکو (به بلغاری: Chestimensko) یک منطقهٔ مسکونی در بلغارستان است که در شهرستان ترول واقع شده‌است.